# Сцена з новели (картина Верони)
Сцена з новели (гра в шахи, англ. The Chess Players, англ. Chess Game) — картина італійця Ліберале да Верона (італ. Liberale da Verona, 1445—1527/29). Є частиною панно касоне на невідомий літературний сюжет. Перебуває в колекції музею Метрополітен, США.

## Історія
Картина написана приблизно у 1475 році. Розмір дерев'яної панелі — 33 x 41 см. Зберігається в музеї Метрополітен. Інвентарний номер 43.98.8. Надійшла з приватної колекції за заповітом Мейтленд Ф. Гріггс у 1943 році.
Картина і парна їй панель це фрагменти касоне (італ. cassone). Третій фрагмент перебуває в колекції Бернарда Беренсона в Гарвардському Центрі ренесансних досліджень у Флоренції.

## Сюжет

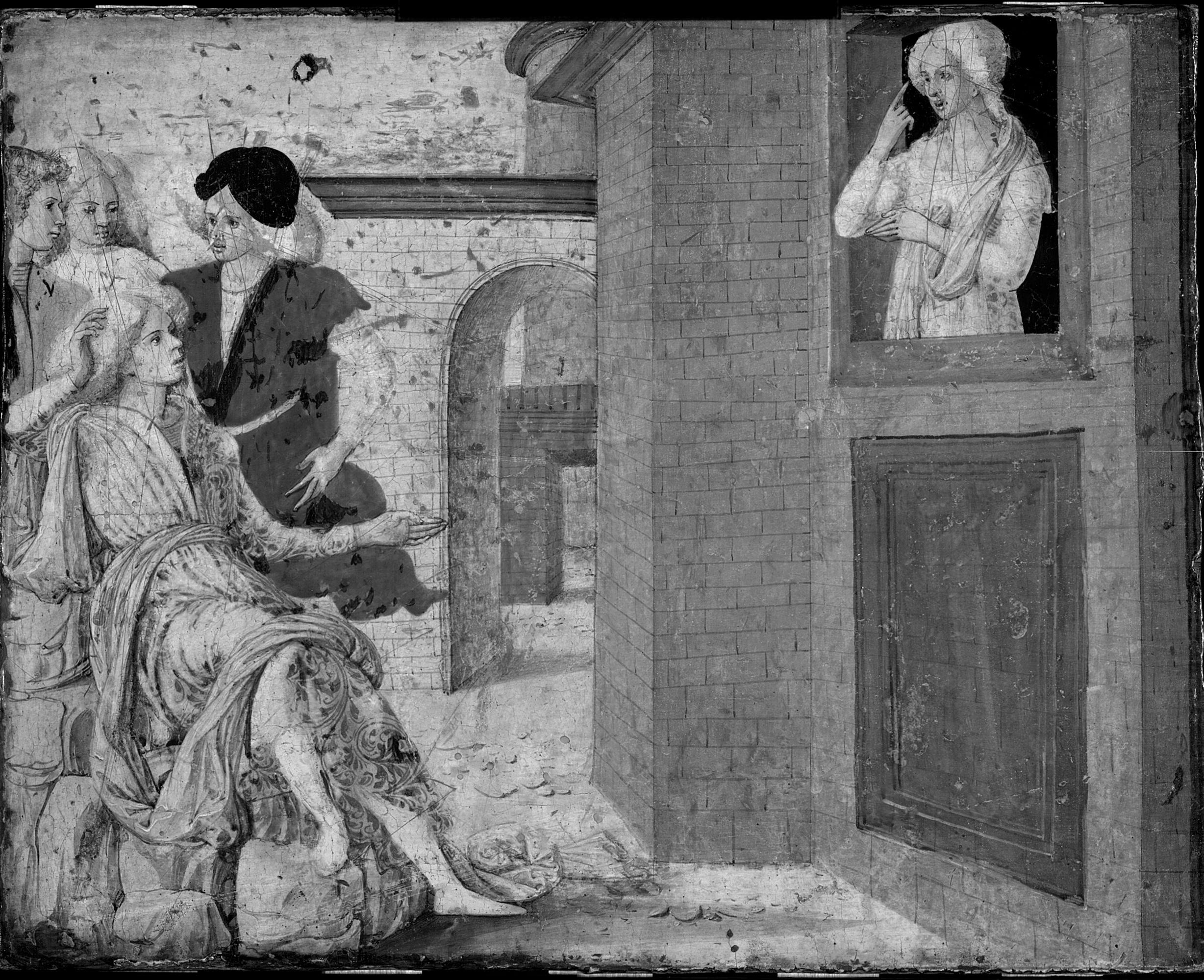
Деталі стану полотна

Панно ділиться на два послідовних епізоди: у першому епізоді дія відбувається на природі перед палацом, другий епізод відбувається в інтер'єрі кімнати цього палацу. У цьому епізоді юнак в супроводі трьох супутників сидить на камені перед палацом. Одягнена у вишукану візерункову сукню дівчина з тугою на обличчі з'являється у вікні палацу. Хлопець простягає руку до неї з благанням, в той час як вона підіймає праву руку, мовби закликаючи його приєднатися до неї.